# Sakuraburst
Sylvir, mais conhecida sob seu antigo nome Sakuraburst (estilizado em caixa baixa), é uma produtora musical inglesa de música eletrônica. É conhecida por seu som complexo e experimental.

## Carreira e estilo musical
Em 2015, Sakuraburst lançou seu primeiro álbum, Deconstructing Nature, que foi bem recebido pela comunidade do SoundCloud. O crítico musical Anthony Fantano descreveu-o como "EDM barulhento e psicodélico com ocasionais floreios orquestrais", e foi chamado por Alessio Anesi, da Fuxwithit, de "inovador". Mais tarde, a artista fez um remix da canção de Purity Ring "Begin Again", remix esse que foi posteriormente editado por Porter Robinson e considerado um de seus edits mais notórios. Em 2016, Sakuraburst co-produziu, junto a outros produtores, a faixa "Opus", um popular remix de "It G Ma" realizado por Josh Pan.
Em 2017, Sakuraburst lançou um remix da canção "Summit", de Skrillex. Peter Rubinstein, da Your EDM, declarou: "Apresentando belas melodias sobrepostas e um switch-up que o deixará de queixo caído, o remix vem como uma atualização perfeita para os fãs de Skrillex que sentem falta dos velhos tempos do dubstep melódico e glitchy. A partir de 2018, Sakuraburst começou a lançar singles de seu próximo álbum, Harpsinger, que foram elogiados por Konstantinos Karakolis, da EDM.com. O álbum foi lançado em 2019. Alessio Anesi elogiou-o, e Matthew Meadow, da Your EDM, considerou-o um dos melhores álbuns da primeira metade do ano. Mais tarde, Sakuraburst lançou o álbum colaborativo Venner, com Leopold.
Sakuraburst é uma artista destacada no jogo eletrônico osu!. Sua página a descreve como "reconhecida por combinar um design de som do tipo glitch distorcido e pesado com paisagens sonoras exuberantes e melódicas coroadas com um toque orquestral distinto" e como tendo um "som único e evocativo, texturizado com uma variedade de influências de muitas formas de música eletrônica, variando de drum 'n' bass a neuro, ambiente e muito mais". Sakuraburst é uma das influências do artista Voia.

## Vida pessoal
Nascida em Iorque, na Inglaterra, Sakuraburst é uma mulher trans e lésbica.

## Discografia
- Deconstructing Nature (2015)
- Harpsinger (2019)
- Venner (com Leopold; 2019)